# Великий Перевоз (Полтавская область)
Великий Перевоз (укр. Великий Перевіз) — село, Великоперевозский сельский совет, Шишацкий район, Полтавская область, Украина.
Код КОАТУУ — 5325780801. Население по переписи 2001 года составляло 884 человека.
Является административным центром Великоперевозского сельского совета, в который, кроме того, входят сёла Пелагеевка, Першотравневое и Самары.

## Географическое положение
Село Великий Перевоз находится на левом берегу реки Псёл, выше по течению на расстоянии в 2 км расположено село Барановка, ниже по течению на расстоянии в 1 км расположен пгт Шишаки. Река в этом месте извилистая, образует лиманы, старицы и заболоченные озёра. Рядом проходит автомобильная дорога Т-1720.

## История
- 1883 — в селе хозяйств казаков — 77, селян — 47, мещан — 6.

Впервые село упоминается в первой половине ХVІІ ст. В июле 1661 р. имения на р. Псёл: местечко Барановка с селом Перевоз (сейчас — Барановка и Великий Перевоз Шишацкого района Полтавской области), а также село Портянка были переданы титулованному дворянину Ивану Рудницкому.

## Экономика
- Молочно-товарная ферма.
- Вокруг села много детских оздоровительных лагерей.

## Объекты социальной сферы
- Школа І—ІІ ст.[источник не указан 1526 дней]

## Достопримечательности
- Шишацкий дуб — обхват 6 м, высота 30 м, возраст более 600 лет. Растет в пойме реки Псел, на острове среди болот, между селами Барановка и Великий Перевоз.